# تو کجا من کجا
تو کوجا من کوجا ((تو کجایی؟ من کجا هستم؟) قوالی است. این قوالی توسط نصرت فتحعلی خان ارائه شده‌است. این قوالی توسط نصرت فتحعلی خان سروده شده و مظفر ورسی نوشته‌است.

## نسخه ۲۰۱۶
در سال ۱۳۹۵ این آهنگ توسط رفعت علی خان و شیراز اوپال خوانده شده‌است که شیراز اوپال کارگردان موزیک ویدیو است. توسط Strings در پایان فصل ۹ استودیو Coke قسمت ۷ تولید شد.

## افراد درگیر در آهنگ
- هنرمند- رفعت علی خان شیراز آپال
- مدیر موسیقی شیراز آپال

## محبوبیت
موزیک ویدیوی این آهنگ با حضور رفعت علی خان و شیراز آپال. در ۲۳ سپتامبر ۲۰۱۶ منتشر شد. این چهارمین ویدیوی استودیو کوکای پاکستانی بود که پس از تاجدار حرام (ویدئو اول)، عفرین عفرین (ویدئوی دوم) و ترا واه پیار (ویدئو چهارم) به ۱۰۰ میلیون نفر رسید. تا ۱۰ می ۲۰۲۰، این موزیک ویدیو توسط ۱۳۸ میلیون نفر در یوتیوب دیده شده‌است.

## بیشتر ببین
- شیر میانداد خان